# Посёлок отделения совхоза «Дединово»
Посёлок отделения совхоза «Дединово» — посёлок в городском округе Луховицы Московской области.

## География
Находится в юго-восточной части Московской области на левобережье Оки на расстоянии приблизительно 12 км на север-северо-восток по прямой от окружного центра города Луховицы на правом берегу речки Прорва недалеко от места ее впадения в Оку.

## История
В период 2006—2017 годов входил в состав Дединовского сельского поселения.

## Население
| 2002 | 2006 | 2010 |
| ---- | ---- | ---- |
| 29   | ↘26  | ↗33  |

Постоянное население составляло 29 человека в 2002 году (русские 97 %).